# Poecilocloeus obsoletus
Poecilocloeus obsoletus är en insektsart som beskrevs av Marius Descamps 1980. Poecilocloeus obsoletus ingår i släktet Poecilocloeus och familjen gräshoppor. Inga underarter finns listade i Catalogue of Life.